# Ilha Grande (Piauí)
Ilha Grande es un municipio brasileño del estado del Piauí. Su población estimada en 2009 era de 8.734 habitantes. Posee un área de cerca de 134,32 km². Poussi un PIB per cápita de 2.210,00 reales.
Es uno de los cuatro municipios litoraleños del Piauí. Ilha Grande es la ciudad Portal para el Delta del Parnaíba, posee también un Santuario en homenaje a Nuestra Señora Madre de los Pobres y Señora del Piauí.